# Вазерское Лесничество
Вазерское Лесничество — посёлок в Бессоновском районе Пензенской области. Входит в состав Проказнинского сельсовета.

## География
Посёлок расположен в центральной части области на расстоянии примерно в 19 километрах по прямой к северо-востоку от районного центра Бессоновки.
Часовой пояс
Посёлок Вазерское Лесничество как и вся Пензенская область, находится в часовой зоне МСК (московское время). Смещение применяемого времени относительно UTC составляет +3:00.

## Население
| 2010 |
| ---- |
| 1    |

Национальный состав
Согласно результатам переписи 2002 года, в национальной структуре населения русские и мордва составляли 50 % из 2 чел..